# Kamāl al-Dīn al-Fārisī
Kamal al-Din Hasan ibn Ali ibn Hasan al-Farisi oder Abu Hasan Muhammad ibn Hasan (arabisch كمال‌الدين بن على بن حسن الفارسی, DMG Kamāl ad-Dīn bin ‘Alī bin Ḥasan al-Fārisī; geboren 1266 oder 1267 vermutlich in Täbris oder Isfahan, gestorben am 12. Januar 1319 in Täbris), war ein persischer Physiker und Mathematiker, der bedeutende Beiträge zur Optik und Zahlentheorie leistete. Al-Farisi war Schüler des Astronomen und Mathematikers Qutb ad-Din asch-Schirazi (1236–1311), der wiederum ein Schüler des Universalgelehrten Nasīr ad-Dīn at-Tūsī (1201–1274) war. Laut der Encyclopædia Iranica ist Kamāl al-Dīn al-Fārisī der bedeutendste persische Optiker aus der Blütezeit des Islam.

## Biografie
Abgesehen von seinen unsicheren Lebensdaten ist nur wenig über das Leben von Kamāl al-Dīn al-Fārisī bekannt. Der Autor Naini gibt an, dass er (gemäß seinem Namen) in der Provinz Fars geboren wurde. Al-Farisi gelangte einige Zeit vor 1290 nach Täbris, um dort bei Qutb ad-Din asch-Schirazi zu studieren. Zeit seines Lebens herrschten die mongolischen Ilchane über Persien, Täbris war die Hauptstadt dieses Reiches.

## Zahlentheorie
In seinem mathematischen Hauptwerk mit dem Titel Aṣās al-Qawāʿīd fī uṣūl al-fāwāʾīd („Fundamentale Prinzipien gesicherter Tatsachen“) entwickelte al-Fārisī die Zahlentheorie al-Chwarizmis aus dem 9. Jahrhundert so weiter, dass es die gesamten Erkenntnisse dieser Zeit auf diesem Gebiet vermittelte. Dieses Buch war in der Folgezeit insofern von Bedeutung, weil es den Theoretikern, aber auch ganz besonders Praktikern wie Baumeistern und Architekten ein Nachschlagewerk in die Hand gegeben hat, das die Berechnung ihrer Projekte wesentlich erleichterte. So gab al-Farisi darin einen Überblick wie die Disziplinen der Algebra, Arithmetik, Zahlentheorie und der Trigonometrie miteinander in Beziehung stehen und praktisch angewendet werden konnten.
Die Abhandlung Taḏkirat al-aḥbāb fi bayān al-taḥābb (Denkschrift für Interessierte an den Befreundeten Zahlen) widmete al-Fārisī den befreundeten Zahlen. Aufbauend auf dem von Thabit ibn Qurra gefundenen Satz gelang ihm die Entdeckung des Zahlenpaars {\displaystyle (17296,18416)} für {\displaystyle n=4} ungefähr 300 Jahre vor Pierre de Fermat.

## Optik

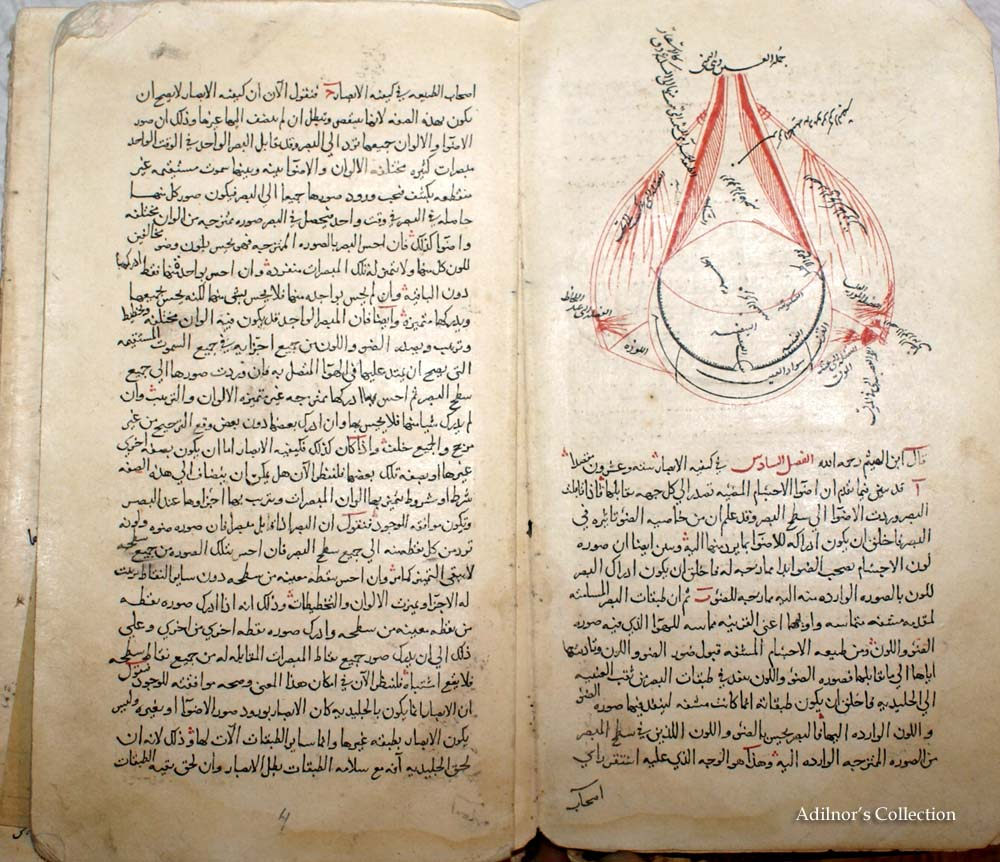
Seite der von Kamāl al-Dīn al-Fārisī selbst angefertigten Handschrift des Buches Tanqih al-Manazir (Revision des Buchs der Optik, 1309)

Al-Farisis Forschungen auf dem Gebiet der Optik waren inspiriert von Abu Ali al-Hasan ibn al-Haithams Buch Kitāb al-Manāẓir (Schatz der Optik) in dem er aber vergebens nach Erklärungen zur Refraktion des Lichts suchte. Sein außergewöhnliches Talent, Fragen und Problemen auf den Grund zu gehen, mündeten letztendlich in sein zweites Hauptwerk:
Tanqīḥ al-manāẓir li-dhawī al-abṣār wa-al-baṣāʼir (Revision des Buchs der Optik für die Sehenden und Wissenden), in dem erstmals befriedigende mathematische Erklärungen zum Phänomen des Regenbogens beschrieben wurden.
Weiterhin wurden von al-Fārisī Erläuterungen zur Natur der Farben gegeben.
Dazu nutzte er eine Versuchsanordnung, die in ähnlicher Weise schon von Abu Sad al-Ala ibn Sahl (ca. 1000) und Ibn al-Haitam (ca. 1041) konzipiert worden war. Farisi stellte ein großes durchsichtiges Glas Wasser, das als großes Modell eines Regentropfens dienen sollte, in einen geschlossenen Kasten mit einem Loch (Camera obscura), durch das er kontrolliert einen Lichtstrahl hindurchleitete. Mit kleinen Positionsänderungen der Lichtquelle zeigten sich danach Reflexionen und Brechungen des Lichts auf dem Hintergrund des Kastens, womit er die Natur der Farben des Regenbogens eindrucksvoll bewiesen hat.
Damit wurden die Erkenntnisse ibn al-Haithams nicht nur bearbeitet, sondern substantiell erweitert. Eine wahrscheinlich von al-Fārisī im Jahr 1309 selbst angefertigte Handschrift von Tanqih al-Manazir enthält vermutlich die älteste erhaltene anatomische Darstellung des menschlichen Auges.
Die experimentellen Ergebnisse al-Farisis wurden Jahrhunderte später durch Descartes und Newton eindrucksvoll bestätigt.
Erwähnenswert ist auch, dass al-Farisi lange vor Albert Einstein vermutete, dass die Lichtgeschwindigkeit begrenzt ist.

## Rezeption
Die wissenschaftlichen Leistungen Kamāl al-Dīn al-Fārisīs wurden lange Zeit ausschließlich in der islamischen Welt wahrgenommen, dort war jedoch das Buch Tanqīḥ al-manāẓir über drei Jahrhunderte lang das Standardwerk über die Optik. Kamāl al-Dīns Werke wurden im Verlauf der folgenden Jahrhunderte nicht in die lateinische Sprache übertragen. Kamāl al-Dīns Deutung der Entstehung des Regenbogens ähnelt derjenigen des Dominikanermönchs Dietrich von Freiberg (De iride et radialibus impressionibus), wobei beide Autoren ihre Erkenntnisse wohl mit sehr großer Wahrscheinlichkeit unabhängig voneinander gewonnen haben.
Der im Iran geborene und später in die Bundesrepublik Deutschland emigrierte Dr. Alireza Djafari Naini behandelte im Rahmen seiner im Januar 1982 veröffentlichten Dissertation Geschichte der Zahlentheorie im Orient im Mittelalter und zu Beginn der Neuzeit unter besonderer Berücksichtigung persischer Mathematiker erstmals Kamāl al-Dīn's Denkschrift für Interessierte an den Befreundeten Zahlen im deutschen Sprachraum.

## Werke

### Mathematik
- Asas al-qawa'id fi usul al-fawa'id (Fundamentale Prinzipien gesicherter Tatsachen, arabisch أساس القواعد في أصول الفوائد)
- Taḏkirat al-aḥbāb fi bayān al-taḥābb (Denkschrift für Interessierte an den Befreundeten Zahlen, arabisch تذكرة الأحباب في بيان التحابّ)[19]
- Risālah fī al-zāwiyah (Eine Abhandlung über den Winkel, arabisch رسـالـة فـي الـزاويـة)

### Optik
- Tanqīḥ al-manāẓir li-dhawī al-abṣār wa-al-baṣāʼir (Revisions des Buchs der Optik für die Sehenden und Wissenden, arabisch تنقيح المناظر لذوى الأبصار والبصائر).
  - MS Istanbul, Topkapı Kütüphanesi, Ahmet III 3340 (copied at Nīšāpūr, 15 Šaʿbān 716/1316)
- Al-Basa'ir fi 'ilm al-manazir (Lehrbuch über die Wissenschaft der Optik, arabisch البصائر في علم المناظر).